# Heinz Meyer
Heinz Meyer (21 de Maio de 1921 - 29 de Outubro de 2001) foi um piloto alemão da Luftwaffe durante a Segunda Guerra Mundial. Voou 618 missões de combate, nas quais destruiu 40 tanques e 50 peças de artilharia pesada.